# Викторија (британска ТВ серија)
Викторија (енгл. Victoria) британска је историјска драмска телевизијска серија коју је створила Дејзи Гудвин. Радња серије прати британску краљицу Викторију Хановерску коју глуми Џена Колман. Серија је премијерно приказана у Уједињеном Краљевству на Ај-Ти-Ви-ју 28. августа 2016. године са 8 епизода, а у САД на Пи-Би-Ес-у 15. јануара 2017. године. Друга сезона серије емитована је на Ај-Ти-Ви-ју у јесен 2017. године, укључујући божићни специјал који је приказан у децембру; уследило је емитовање на Пи-Би-Ес-у од јануара 2018. године, са посебним касним емитовањем у марту.
У децембру 2017. године, Викторија је обновљена за трећу сезону од осам епизода, које су премијерно приказане на Пи-Би-Ес-у 13. јануара 2019. године, а на Ај-Ти-Ви-ју 24. марта 2019. године.

## Радња
Прва сезона серије приказује првих неколико година владавине краљице Викторије (Џена Колман), од њеног ступања на престо са осамнаест година, њеног интензивног пријатељства и заљубљености у лорда Мелбурна (Руфус Суел) до удварања и почетка брака са принцом Албертом (Том Хјуз) и рођења њиховог првог детета, Викторије. Друга сезона прати Викторијине муке у балансирању својих краљевских дужности са дужностима према свом супругу и деци, различите драме у оквиру енглеске и немачке гране краљевске породице, међународне односе са Француском и кризама као што су Англо-авганистански рат и Велика глад у Ирској. На почетку треће сезоне, Викторија и Алберт имају шесторо деце и приближавају се својим 30-им годинама док се сусрећу са потешкоћама у браку. Подрадње у трећој сезони укључују Албертова стална настојања да пронађе своје место, што кулминира Великом изложбом 1851. године и његовим напорима да обликује свог најстаријег сина, будућег Едварда VII, у краља; Викторијин политички однос са харизматичним лордом Палмерстоном; изненадни долазак Викторијине отуђене сестре Феодоре у палату; и забрањену романсу између једне од краљичиних дама и слуге.

## Улоге
- Џена Колман као Викторија  Хановерска[1]
- Том Хјуз као Алберт од Сакс-Кобург и Гота[2]
- Питер Боулс као Артур Велсли, војвода од Велингтона (сезоне 1–3)
- Кетрин Флеминг као Викторија од Сакс-Кобург и Гота[1] (сезоне 1–2)
- Данијела Холц као Луиз Лецен[2] (сезоне 1–2)
- Нел Хадсон као Ненси Скерет[3] (сезоне 1–3)
- Фердинанд Кингсли као Чарлс Елм Франкатели[4] (сезоне 1–3)
- Томи Најт као Арчибалд Броди[5]
- Најџел Линдси као сер Роберт Пил[2] (сезоне 1–2)
- Ив МАјлс као госпођа Џенкинс[6] (сезона 1)
- Дејвид Оекс као Ернест II, војвода од Сакс-Кобург и Гота (сезоне 1–2)
- Пол Рис као сер Џон Конрој[1] (сезона 1)
- Адријан Шилер као господин Пенџ[3]
- Питер Ферт као Ернст Август, краљ Хановера[1] (сезоне 1–2)
- Алекс Џенингс као Леополд I од Белгије
- Руфус Суел као Лорд Мелбурн[1] (сезоне 1–2)
- Бебе Кејв као Вилхелмина Коук (сезона 2)
- Маргарет Клуни као Харијет, војвоткиња од Сатерленда (сезоне 1–2)
- Тили Стили као госпођица Клири (сезона 2)
- Лео Сутер као Едвард Друмонд (сезона 2)
- Џордан Волер као Лорд Алфред Пејџет (сезоне 1–3)
- Ана Вилсон-Џоунс као бароница Ема Портман (сезоне 1–3)
- Дајена Риг као војвоткиња од Бакла (сезона 2)
- Николас Одсли као Чарлс, војвода од Монмаута (сезона 3)
- Сабрина Бартлет као Абигејл Тарнер (сезона 3)
- Дејвид Барнет као Џозеф Велд (сезона 3)
- Кејт Флитвуд као Принцеза Феодора од Лајнингена (сезоне 3)
- Бруно Волкович (сезона 2) и Винсент Реган (сезона 3) као Луј Филип I
- Лили Траверс као Софи, војвоткиња од Монмаута (сезона 3)
- Џон Сешонс као Џон Расел (сезона 3)
- Лоренс Фокс као Лорд Палмерстон (сезона 3)